# Dzięcioł czerwonoszyi
Dzięcioł czerwonoszyi (Campephilus rubricollis) – gatunek średniej wielkości ptaka z rodziny dzięciołowatych (Picidae), występujący w północno-środkowej części Ameryki Południowej. Wraz z dzięciołem szkarłatnoczubym jest gatunkiem typowym dla całego basenu Amazonki. Jest podobny do dzięcioła wspaniałego. W Czerwonej księdze gatunków zagrożonych IUCN klasyfikowany jest jako gatunek najmniejszej troski (LC, Least Concern).

## Systematyka
W 1783 roku holenderski przyrodnik Pieter Boddaert nadał temu gatunkowi binominalną nazwę Picus rubricollis. Jako miejsce typowe wskazano Kajennę (obecnie Gujana Francuska). Obecnie gatunek ten umieszczany jest w rodzaju Campephilus. Wyróżnia się trzy podgatunki:
- C. r. rubricollis (Boddaert, 1783),
- C. r. trachelopyrus (Malherbe, 1857),
- C. r. olallae (Gyldenstolpe, 1945).

## Morfologia
Dosyć dużej wielkości dzięcioł o dłutowatym, długim na 42–47 mm, silnym, prostym, bladym, jasnoszarym dziobie. Tęczówki bladożółte, wokół oka naga, czarna skóra. Głowa, szyja i górna część piersi jaskrawoczerwone. Pióra głowy tworzą czub. Dolna część piersi i cała dolna część ciała są rude lub rdzawocynamonowe. Cała górna część ciała czarna lub brązowoczarna. Skrzydła czarne z rdzawymi przebarwieniami na wewnętrznych stronach lotek. Ogon dosyć długi, czarny z czterema silnymi centralnymi sterówkami. Nogi i stopy czarniawoszare lub oliwkowe. Samce mają charakterystyczną niewielką, owalną plamkę uszną, od góry czarną, od dołu białą. Samice mają czarną brodę, szeroki białawożółty pasek zwężający się od podstawy dzioba do połowy policzka. Pod okiem czarna obwódka. Osobniki młodociane są bardziej matowe, czarne upierzenie u dorosłych osobników występuje u nich w odcieniu brązowym, dolne części bardziej pomarańczowe niż czerwone. Podgatunek C. r. trachelopyrus różni się od nominatywnego rdzawą plamą na części środkowej pokryw pierwszego rzędu; jest też od niego nieco większy i ciemniejszy. Długość ciała 30–33,5 cm, masa ciała 178–236 g.

## Zasięg występowania
Dzięcioł czerwonoszyi występuje na terenach zalesionych do 2400 m n.p.m. Jest gatunkiem osiadłym. Poszczególne podgatunki występują:
- C. r. rubricollis – od wschodniego Ekwadoru i wschodniej Kolumbii po Wenezuelę, Gujanę, Surinam, Gujanę Francuską i północną Brazylię (na północ od Amazonki).
- C. r. trachelopyrus – w północno-wschodnim Peru, w zachodniej Brazylii (na południe od Amazonki) na południe po zachodnio-środkową Boliwię.
- C. r. olallae – w Brazylii na południe od Amazonki na południe po środkową Boliwię i północne Mato Grosso.

## Ekologia
Jego głównym habitatem są nizinne pierwotne lasy deszczowe zazwyczaj do wysokości 600 m n.p.m., jednak lokalnie spotykany jest na większych wysokościach, w południowej Wenezueli i północno-zachodniej Brazylii do 1800 m n.p.m., a w departamencie La Paz w Boliwii nawet do 2400 m n.p.m. Unika obszarów otwartych lub po wycince. Jednak spotykany jest także na obrzeżach lasu.
Żeruje na pniach i konarach dużych drzew. Jego dieta nie została szczegółowo zbadana, ale wiadomo, że żywi się głównie dużymi larwami chrząszczy i ciem z rodziny omacnicowatych (Pyralidae). Spożywa także owoce. Żeruje w parach lub małych grupach rodzinnych.

### Rozmnażanie
Informacje na temat rozmnażania dzięcioła czerwonoszyjego są bardzo skąpe. Okres lęgowy w północnej części jego zasięgu występowania jest obserwowany od stycznia do maja, w Ekwadorze w listopadzie, a w Peru we wrześniu. Gniazduje w dziuplach na pniach martwych dużych drzew lub w palmach. W zniesieniu prawdopodobnie 2–4 białe jaja.

## Status
W Czerwonej księdze gatunków zagrożonych IUCN dzięcioł czerwonoszyi jest klasyfikowany jako gatunek najmniejszej troski (LC, Least Concern) od 2004 roku. Liczebność populacji nie została oszacowana, ale gatunek ten opisywany jest jako dosyć pospolity. Zasięg jego występowania według szacunków organizacji BirdLife International obejmuje około 7,81 mln km². Trend populacji uznawany jest za spadkowy ze względu na wylesianie Amazonii; szacuje się, że spadek ten może dochodzić do 25% w ciągu życia trzech pokoleń tj. około 15 lat.